# Rowland Sperling
Sir Rowland Arthur Charles Sperling, KCMG, CB (* 4. Januar 1874 in London; † 8. Januar 1965) war ein britischer Diplomat, der unter anderem von 1924 bis 1927 Gesandter in der Schweiz, zwischen 1928 und 1929 Gesandter in Bulgarien sowie zwischen 1930 und 1935 Gesandter in Finnland war.

## Leben
Rowland Arthur Charles Sperling, Sohn des Fregattenkapitäns der Royal Navy Rowland Money Sperling und dessen Ehefrau Marian Charlotte Keyser, begann nach dem Besuch des renommierten Eton College 1892 ein Studium am New College der University of Oxford, das er 1899 ohne Abschluss verließ. Er trat daraufhin am 30. Januar 1899 als Attaché in den diplomatischen Dienst (HM Foreign Service) des Außenministeriums (Foreign Office) und wurde am 19. Dezember 1903 zum kommissarischen Dritten Sekretär (Acting Third Secretary) befördert. 1913 wurde er als Senior Clerk, Western Department Leiter des Referats, welches bis 1914 zuständig für alle Staaten in West-, Mittel- und Nordeuropa war. Im Anschluss wurde er 1914 Leiter des Referats Kriegsangelegenheiten (Senior Clerk, War Department) im Foreign Office, ehe er später im Range eines Botschaftsrates (Counsellor) bis 1924 als Senior Clerk, American Department Leiter des Referats für Amerika-Angelegenheiten wurde. Als solcher wurde er am 3. Juni 1921 im Rahmen der sogenannten „Birthday Honours“ zum Companion des Order of St Michael and St George (CMG) erhoben.
1924 übernahm Sperling von Sir Milne Cheetham den Posten als Gesandter in der Schweiz und bekleidete diesen bis Dezember 1927, woraufhin Claud Russell am 28. Januar 1928 seine dortige Nachfolge antrat. Während dieser Zeit wurde er am 3. Juni 1924 bei den „Birthday Honours“ auch Companion des Order of the Bath (CB). Er selbst wurde am 1. Januar 1928 Nachfolger von William Erskine Gesandter in Bulgarien und war in dieser Funktion bis zu seiner Ablösung durch Sydney Waterlow 1929 zugleich Generalkonsul in Sofia.
Am 11. Juni 1930 löste Sperling schließlich Ernest Amelius Rennie als Gesandter in Finnland ab und verblieb auf diesem Posten bis 1934, woraufhin Herbert Adolphus Grant Watson ihn ablöste. Für seine Verdienste wurde er am 1. Januar 1934 im Zuge der sogenannten „New Year Honours“ auch zum Knight Commander des Order of St Michael and St George (KCMG) geschlagen, so dass er seither den Namenszusatz „Sir“ führte.
Nach seinem Ausscheiden aus dem diplomatischen Dienst lebte Sir Rowland Sperling in Kingsclere und gehörte zwischen 1936 und 1949 dem Rat der Grafschaft Southampton (Southampton County Council) an, der heutigen Grafschaft Hampshire. Am 20. November 1942 wurde er zudem High Sheriff der Grafschaft Southampton und wurde in diese Funktion bis 1946 vier Mal für eine einjährige Amtszeit berufen.
Aus seiner 1905 geschlossenen Ehe mit Dorothy Constance Kingsmill (1874–1951) gingen zwei Söhne und eine Tochter hervor.